# Дорофеев, Сергей Борисович
Сергей Борисович Дорофеев (род. 16 октября 1958 года, Киселёвск) — депутат Госдумы 6 созыва (2011 — 2016). Заместитель председателя комитета ГД по охране здоровья. Депутат областного Новосибирского Совета депутатов. Сопредседатель регионального штаба Общероссийского национального фронта в Новосибирской области. Кандидат медицинских наук.

## Биография
Сергей Дорофеев родился 16 октября 1958 года в Киселёвске.
В 1976 году закончил общеобразовательную школу. После школы сразу начал свою трудовую карьеру. В начале работал токарем геологоразведочной партии треста «Кузбассуглеразведка».
С 1976 по 1978 годы проходил срочную службу в Вооруженных силах СССР.
С 1978 по 1984 годы обучался в Новосибирском государственном медицинском институте. Также окончил клиническую ординатуру и аспирантуру.
В 1990 году Дорофеев занял должность ассистента кафедры внутренних болезней Новосибирского государственного медицинского института.
В 1992 году Сергею Дорофееву была присуждена ученая степень кандидата медицинских наук.
В 1993 году занял должность заместителя председателя комитета по здравоохранению в администрации Новосибирска.
В 1995 году был назначен на должность главного врача муниципального автономного учреждения здравоохранения «Городская поликлиника № 1» в Новосибирске.
В 1997 году получил дополнительное высшее образование в Сибирской Академии государственной службы при Президенте РФ, специальность — «государственное и муниципальное управление».
В 2000 году Дорофеев стал руководителем общественной организации «Новосибирская областная ассоциация врачей».
В 2005 году начал свою политическую карьеру, был избран депутатом Новосибирского областного Совета депутатов.
В 2009 году Сергей Дорофеев вошел в состав Ученого совета ГОУ ВПО «Новосибирского государственного медицинского университета Росздрава».
В 2010 году его избрали на пост вице-президента Национальной медицинской палаты.
В 2011 году принимал участие в выборах Государственной Думы Российской Федерации VI созыва от партии «Единая Россия». Был избран в Государственную думу, вошел в состав комитета Госдумы по охране здоровья, избран на пост заместителя председателя. Вошел в состав фракции политической партии «Единая Россия».

## Собственность и доходы
По данным декларации от 2015 года имел доход в размере 4 753 105 руб., недвижимость общей площадью 1212 кв. м и 2 транспортных средства.

## Награды и звания
- Орден Пирогова (2024)[8].
- Заслуженный врач Российской Федерации[3].
- Отличник здравоохранения Российской Федерации[4].
- Лауреат Сибирского регионального конкурса «Люди Дела» (2005)[5].